# Washington (Illinois)
Washington é uma cidade localizada no estado americano de Illinois, no Condado de Tazewell.

## Demografia
Segundo o censo americano de 2000, a sua população era de 10.841 habitantes.
Em 2006, foi estimada uma população de 13.365, um aumento de 2524 (23.3%).

## Geografia
De acordo com o United States Census Bureau tem uma área de
19,4 km², dos quais 19,4 km² cobertos por terra e 0,0 km² cobertos por água. Washington localiza-se a aproximadamente 228 m acima do nível do mar.

## Localidades na vizinhança
O diagrama seguinte representa as localidades num raio de 12 km ao redor de Washington.